# Leopold Schmidt (Theologe)
Leopold Schmidt OCist (* 5. Dezember 1884 in Mistelbach, Niederösterreich als Sylvester Schmidt; † 24. Juni 1935 in Wien) war ein österreichischer Geistlicher und der 63. Abt des Zisterzienserstiftes Zwettl.

## Leben
Leopold Schmidt wurde am 5. Dezember 1884 im niederösterreichischen Dorf Mistelbach (Gemeinde Großschönau) als Bauernsohn geboren und in weiterer Folge auf den Namen Sylvester getauft. Noch im Kindesalter kam er als Sängerknabe ins Stift Zwettl, wo er in weiterer Folge ein Jahr lang das Sängerknabenkonvikt besuchte und danach seine Schulbildung fortsetzte. 1903 maturierte Schmidt am Stiftsgymnasium Seitenstetten und trat gleich danach – am 3. August 1903 – als Novize in das Stift Zwettl ein. 1904 legte er die einfache Profess ab; 1907 folgte die ewige Profess. Nach dem Noviziat studierte Schmidt ab 1904 Theologie in der Philosophisch-Theologischen Hauslehranstalt des Stifts Heiligenkreuz und empfing nach vollendetem Studium am 12. Juli 1908 die Priesterweihe. Mit einer vom der Benediktiner Cölestin Wolfsgruber betreuten Dissertation über den hl. Ivo von Chartres wurde Schmidt am 13. März 1910 zum Doktor der Theologie promoviert. Im Anschluss vertiefte er seine Studien in Innsbruck, wo er von 1911 bis 1913 weilte, und lehrte danach das Alte und das Neue Testament in Heiligenkreuz. Laut dem Österreichischen Biographischen Lexikon 1815–1950 studierte er 1909/10 in Wien, 1911/12 in Innsbruck und 1912/13 wieder in Wien und wurde erst 1913 zum Doktor promoviert.
Bereits während seiner Studien fungierte er als Stiftskooperator und Katechet in St. Pölten. In Heiligenkreuz, wo er ab 1913 lehrte, war er laut ÖBL ab 1914 Professor des Bibelstudien des Alten Bundes. Zuletzt war er hier 1921/22 Klerikerpräfekt und arbeitete während seiner Zeit in Heiligenkreuz an einem Verzeichnis der Heiligenkreuzer Handschriften. Am 17. Juli 1922 wurde er dann von Stephan Rössler – seit 1878 Abt des Zisterzienserstiftes Zwettl – als Prior und Bibliothekar nach Zwettl zurückgerufen. Nach dem Tod von Rössler am 16. März 1923 wurde Schmidt bis zur Wahl eines neuen Abtes mit der Verwaltung des Stiftes betraut und erhielt die ihm vom Konvent beigestellten Administratoren, den Waldmeister Franz Prinz und den Kämmerer Edmund Hammerschmied, zur Seite gestellt. Nachdem er Anfang Mai 1923 vom Kapitel zum neuen Abt des Stiftes gewählt worden war, wurde Schmidt am 2. Mai 1923 von Generalvikar Gregor Pöck, der seit 1902 als Abt des Stiftes Heiligenkreuz fungierte, zum 63. Abt von Zwettl benediziert.
Ebenfalls 1923 wurde er mit dem Komturkreuz des österreichischen Verdienstordens ausgezeichnet. Unter Abt Leopold wurde vor allem die katholische Jugendbewegung gefördert, aber auch im Jahre 1924 ein Exerzitienhaus eingerichtet, in dem er selbst Kurse abhielt. Durch die Weltwirtschaftskrise zum Ende der 1920er und im Laufe der 1930er Jahre war er jedoch auch gezwungen klösterlichen Besitz, wie unter anderem im Jahre 1933 den Zwettlerhof (auch Zwettler Hof oder Zwettlhof) in Wien-Nußdorf, und diverse Kunstgegenstände zu verkaufen. Am 24. Juni 1935 starb Schmidt im Alter von 50 Jahren nach schwerer Krankheit im Allgemeinen Krankenhaus der Stadt Wien; Schmidts Leichnam wurde am 26. Juni in der Aufbahrungshalle des Krankenhauses von Kardinal Innitzer eingesegnet, am 27. Juni ins Stift Zwettl überführt, wo noch am selben Tag die Beerdigung stattfand. Seine Nachfolge als Abt von Zwettl trat daraufhin Bertrand Koppensteiner an.